# Pussy (chanson)
Pour les articles homonymes, voir Pussy.
Singles de Rammstein
Mann gegen Mann Ich tu dir weh
Pistes de Liebe ist für alle da
Wiener Blut Liebe ist für alle da
Pussy (« chatte » en anglais) est une chanson du groupe allemand Rammstein sortie en single qui est présente sur l'album Liebe ist für alle da. 
La chanson parle du tourisme sexuel, avec une pointe d'ironie et des paroles très marquées de sous-entendus.

## Clip vidéo
Le clip, basé sur la pornographie, est un montage de 6 histoires parallèles mettant chacune en scène un membre du groupe interprétant un personnage stéréotypé : Till en playboy, Christoph en PDG, Paul en cow-boy, Oliver en fétichiste BDSM (Mr. Pain), Richard en fêtard et Flake en shemale (Heeshie). Dans chaque histoire, le membre du groupe entame une relation avec une femme et les scènes deviennent de plus en plus explicites au fur et à mesure de la progression de la vidéo, pour terminer avec des relations sexuelles non simulées. À la fin du clip, tous éjaculent tour à tour. Les membres du groupe ont affirmé avoir été doublés lors des scènes à caractère pornographique du clip.
En raison de son caractère explicite, le clip n'est pas disponible sur les sites habituels de streaming mais sur des sites interdits aux mineurs.

## Prestations scéniques
- Lors du LIFAD Tour et du MIG Tour, le chanteur Till Lindemann grimpe sur un canon en forme de pénis. Ce dernier crache alors de la mousse aux senteurs de noix de coco sur les premiers rangs de la fosse. Plusieurs aller-retours sont faits sur scène sur l'engin, ce qui fait qu'une fois l'arrosage terminé, la fosse avant est blanche de mousse.
- Lors des premiers concerts du LIFAD Tour, le canon utilisé ressemblait vraiment à un pénis, on ne pouvait s'y méprendre. Cependant, le groupe a été contraint de changer l'esthéticité de son canon pour un autre se rapprochant d'un canon neutre d'apparence.

## Track listing
1. Pussy (Radio Edit)
2. Rammlied